# SolarStratos
SolarStratos ist ein zweisitziges, einmotoriges Schweizer Elektroflugzeug, das zukünftig Stratosphärenflüge ausführen soll.

## Geschichte
Initiiert von Raphaël Domjan soll mit dem Elektromotorsegler SolarStratos der bisherige Höhenrekord für solargetriebene Flugzeuge von 9235 Metern deutlich überboten werden. Die Finanzierung des 2014 gestarteten Projekts basiert auf Crowdfunding. Der Rollout des Prototyps fand am 7. Dezember 2016 in Payerne statt, der Erstflug am 5. Mai 2017 mit dem Kennzeichen HB-SXA.
Am 25. August 2020 erfolgte mit SolarStratos der erste Fallschirmsprung aus einem Elektroflugzeug. 2022 sollten nach zweistündigem Steigflug fünfzehnminütige Stratosphärenflüge folgen. Im Mai 2025 gab das Unternehmen bekannt, dass im Sommer 2025 ein Flug in 10 km Höhe durchgeführt werden soll.
Am 12. August 2025 wurde eine Höhe von 9521 m erreicht.

## Konstruktion
Der von Calin Gologan konstruierte und bei der deutschen Elektra-Solar GmbH in Hurlach gebaute zweisitzige Tiefdecker hat Tragflächen hoher Streckung, ein Normalleitwerk und ein Spornradfahrwerk. Er ist in Kohlenstofffaserverbundbauweise gefertigt und hat keine Druckkabine. Pilot und Passagier sitzen hintereinander in russischen Raumanzügen Sokol. Die Oberseiten von Tragfläche und Höhenleitwerk sind bei CSEM in Neuchâtel mit 22 m² Solarzellen belegt worden. Ein Doppel-Elektromotor im Rumpfbug mit 2×19 kW treibt einen dreiblättrigen Propeller an, die Lithium-Ionen-Akkumulatoren des österreichischen Herstellers Kreisel Electric wiegen bei 20 kWh Kapazität lediglich 80 kg.

## Technische Daten
| Kenngrösse            | Daten                            |
| --------------------- | -------------------------------- |
| Besatzung             | 1                                |
| Passagiere            | 1                                |
| Länge                 | 8,50 m                           |
| Spannweite            | 24,90 m                          |
| Höhe                  |                                  |
| Flügelfläche          |                                  |
| Flügelstreckung       |                                  |
| Gleitzahl             | 40 (projektiert)                 |
| Geringstes Sinken     |                                  |
| Nutzlast              |                                  |
| Leermasse             | 250 kg                           |
| max. Startmasse       |                                  |
| Reisegeschwindigkeit  |                                  |
| Höchstgeschwindigkeit |                                  |
| Dienstgipfelhöhe      |                                  |
| Reichweite            |                                  |
| Triebwerke            | ein Doppel-Elektromotor, 2×19 kW |
| Propeller             | 3-Blatt, Durchmesser 1,75 m      |
| Akkumulator           | Li-Ionen-Akku, 20 kWh            |